# Gyascutus planicosta
Gyascutus planicosta är en skalbaggsart som först beskrevs av Leconte 1858.  Gyascutus planicosta ingår i släktet Gyascutus och familjen praktbaggar.

## Underarter
Arten delas in i följande underarter:
- G. p. planicosta
- G. p. obliteratus
- G. p. cribriceps